# 日本大学稲城キャンパスサッカー場
日本大学稲城キャンパスサッカー場（にほんだいがくいなぎキャンパスサッカーじょう）は、東京都稲城市の日本大学アスレティックパーク稲城内である。
愛称：スポーツ日大アスレティックパーク稲城サッカーフィールド。

## 沿革
- 2016年（平成28年）2月4日 - 「日本大学稲城キャンパスサッカー場」を開設[1][2]。
- 2017年（平成29年）
  - 「スポーツ日大アスレティックパーク稲城サッカーフィールド」がリニューアル[3][4]。
  - 東京ドーム2.7個分の広大な敷地内にサッカー専用の人工芝グラウンドが完成[3][4]。
- 2023年（令和5年）9月24日 - 『JR東日本カップ2023 第97回関東大学サッカーリーグ戦 1部』第15節の有観客試合[5]。

## 施設概要
- 人工芝グラウンド：400m
- 面積：8,481m²
- 照明：6基

## アクセス
- 京王相模原線若葉台駅から徒歩10分[6]
- 小田急線栗平駅から徒歩15分[7]